# 41. jaktflygdivisionen
41. jaktflygdivisionen, även känd som David Röd, var en jaktflygdivision inom svenska flygvapnet som verkade i olika former åren 1936–2004. Divisionen var baserad på Frösö flygplats väster om Östersund.

## Historik
David Röd var 1. divisionen vid Jämtlands flygflottilj (F 4), eller 41. jaktflygdivisionen inom Flygvapnet, och bildades 1936. Divisionen bildades som en "lätt bombflygdivision", men kom 1947 att omorganiseras och ombeväpnades till en jaktflygdivision. 
Mellan den 27 oktober 1969 och 10 april 1970 omskolades och ombeväpnades divisionen till Draken-systemet, vilket skedde under ledning av Löjtnant Carl-Johan Wangerud. Vid omskolningen blev divisionen först vid F 4 med att ombeväpnas till Draken. Det var första och enda gången som divisionen blev först med ett nytt flygsystem vid F 4. I januari 1985, två år efter 42. jaktflygdivisionen, påbörjade divisionen sin omskolning till Viggen. Viggen blev även det sista systemet som divisionen användes, då divisionen avvecklades den 31 december 2004. Från den 1 januari 2005 övergick divisionen med flottiljen till en avvecklingsorganisation, vilken skulle vara upplöst senast 30 juni 2006.

## Materiel vid förbandet
| Bombflygplan - 1937–1940: B 4 Hawker Hart - 1940–1944: B 5B/C - 1944–1948: B 17 | Jaktflygplan - 1947–1953: J 26 Mustang - 1952–1956: J 28B/C Vampire - 1956–1967: J 29B/E/F Tunnan - 1966–1970: J 32B Lansen - 1969–1984: J 35D2 Draken - 1985–2005: JA 37 Viggen |

## Förbandschefer
Divisionschefer vid 41. jaktflygdivisionen (David Röd) åren 1936–2004.
- 1936–2001: ???
- 2001–2003: Gabor Nagy
- 2003–2005: ???

## Anropssignal, beteckning och förläggningsort
| David Röd | 1936-??-?? | – | 2004-12-31 |

| 41. lätta bombflygdivisionen | 1936-??-?? | – | 1947-??-?? |
| 41. jaktflygdivisionen       | 1947-??-?? | – | 2004-12-31 |

| Frösö flygplats (F) | 1936-??-?? | – | 2004-12-31 |